# Amalie Bensinger

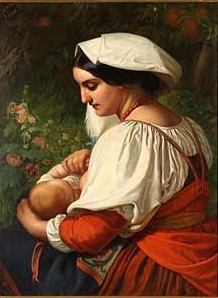
Romaine donnant le sein, 1852

Amalie Bensinger (née le 28 mars 1809 à Bruchsal, morte le 16 novembre 1889 à Reichenau) est une peintre badoise. Les premières œuvres d'Amalie Bensinger sont en grande partie des portraits et des scènes de genre dans le style réaliste de l'École de peinture de Düsseldorf. Après sa conversion au catholicisme, elle se consacre presque exclusivement à la peinture religieuse et est classée parmi les nazaréens tardifs.

## Vie et œuvre
Amalie Bensinger vient d'une famille juive de commerçants établie de longue date à Mannheim. Son père est avocat et s'est converti au catholicisme, sa mère appartient à une famille protestante et élève sa fille dans cette confession à Mannheim.
En 1835 elle devient membre de l'École de peinture de Düsseldorf, où elle est l'élève de Julius Hübner et Karl Ferdinand Sohn. Après de nouvelles études à Mannheim et Karlsruhe, elle se rend en Italie en 1851, à Florence et à Rome en 1852. Elle fait la connaissance de Joseph Victor von Scheffel et devient amie avec le poète qui s'inspire d'elle pour sa scène Ekkehart, dans laquelle le moine du même nom doit porter la duchesse Hedwige de Souabe (de) au seuil du couvent. Il a aussi fait d'Amalie Bensinger un personnage dans son ouvrage Der Trompeter von Säckingen. À Rome, ils étaient les amis les plus proches de Eduard von Engerth (en) et son épouse italienne.
Amalie Bensinger se rapproche aussi de mouvement nazaréen, s'enthousiasme de leur peinture d'inspiration religieuse, en particulier de Peter von Cornelius et Friedrich Overbeck qui l'influencent, et se tourne vers la peinture sacrée. Les nazaréens vivent ensemble au monastère Sant’Isidoro a Capo le Case et Amalie Bensinger rêve de fonder une communauté de femmes artistes ayant aussi cette motivation religieuse.
En 1857, elle réside à Munich où elle intègre une association d'artistes en 1859. En 1860, elle se convertit dans la chapelle du couvent de Lichtenthal à la foi catholique. David August Rosenthal (de) raconte comment elle s'occupe de la commande du tableau du maître-autel La Transfiguration du Christ" de l'église paroissiale Saints Pierre et Paul à Lahr/Schwarzwald.
Amalie Bensinger va rencontrer les peintres religieux, le père Desiderius Lenz et Jakob Wüger (plus tard père Gabriel Wüger) qui se sont émancipés du mouvement nazaréen pour devenir l'école d'art de Beuron (Beuroner Kunstschule). Elle travaille avec eux sur les statuts d'un "monastère artistique", d'abord prévu à Rome, pourtant en raison de l'amitié entre Amalie Bensinger et la princesse Katharina de Hohenzollern-Sigmaringen (née Hohenlohe-Waldenbourg), la veuve du prince Charles de Hohenzollern-Sigmaringen, voit le jour à Beuron en 1868.
Elle se retire sur l'île de Reichenau et réfléchit encore à ce monastère. Elle acquiert les clés du cloître de l'abbaye, alors abandonné, pour en faire l'équivalent féminin de l'Abbaye de Beuron. Mais rien ne se fera.
Amalie Bensinger meurt sur l'île de Reicheneau et est enterrée dans le cimetière abbatiale où on lui construit un monument avec une statue de Saint Pirmin, dans le style de Beuron.

## Source, notes et références
- David August Rosenthal (de) : Konvertitenbilder aus dem 19. Jahrhundert Tome 3, pages 398–400; Livre en allemand

- (de) Cet article est partiellement ou en totalité issu de l’article de Wikipédia en allemand intitulé « Amalie Bensinger » (voir la liste des auteurs).